# Gargamel
Gargamel je čarobnjak i zakleti neprijatelj Štrumpfova u crtanoj seriji i stripu Štrumpfovi. Ima mačka Azrijela, a glavni cilj Gargamelu je uništiti Štrumpfove ili ih zarobiti dovoljan broj kako bi od njih napravio napitak za pretvaranje običnog metala u zlato.
U hrvatskoj sinkronizaciji, glas mu posuđuju glumci Josip Bobi Marotti i Žarko Savić.

## Raščlamba
Gargamel je nizak stalno pogrbljen čovjek, proćelav i velikog nosa. Njegovi zubi su pokvareni i nosi tamnu neurednu odjeću. Mizantrop je, mrzi skoro sve (osobito Štrumpfove). Jedino možda osjeća neku ljubav prema svom mačku Azrijelu, što se ogleda u njegovom tugovanju i traganju za njim kad ga ukrade Klorofilina kći. Sposoban je glumiti dobrotu kada iz toga može izvući neku korist. On je također bijedni kukavica, sklon predaji i(li) bijegu zbog potencijalnog osobnog rizika ili štete. Gargamel živi u zabačenom dvorcu, iako je nadstrešnica solidno izgrađena. Vrlo je nespretan i čaranje mu nikada ne uspije uništiti Štrumpfove. Stvorio je Štrumpfetu i Štrumpficu. Njegov plan nikada ne uspije, ali on je uporan: "Pohvatat ću ja vas, makar mi to bilo zadnje što ću učiniti u životu! "
U svom prvom pojavljivanju Gargamel zarobljuje Štrumpfa koji mu je potreban za alkemijsku metodu pretvaranja običnog metala u zlato. Drugi Štrumpfovi pronađu i oslobode člana, a poraze i ponize Gargamela koji se tada zaklinje osvetiti se. Nikako ne može naći selo Štrumpfova, a Štrumpfove želi ili pojesti ili pretvoriti u zlato ili jednostavno uništiti.
Gargamel ima kuma Baltazara, a zle čarobnice Agata i Klorofila ga ne vole (kao ni on njih). Gargamel ima spolnu želju (to se ogleda u opčinjenosti ljepoticom (zapravo prerušenom vješticom Agatom) koja mu dolazi na vrata), ali nema osjećaj ljubavi ni prema ženama i nikada se ne ženi (jednom prilikom odlučuje se oženiti jer mu žena može pomoći u traženju sela Štrumpfova, ali Štrumpfovi unište svadbu).